# John Bois
John Bois (* 3. Januar 1560 in Nettlestead, Suffolk; † 14. Januar 1643 in Ely, Cambridgeshire) war ein englischer anglikanischer Kleriker und Gelehrter. Er ist vor allem bekannt als eines der Mitglieder der königlichen Kommission zur Bibelübersetzung unter König Jakob I., der so genannten Authorized Version.
Er war der Sohn von William Bois (um 1513–1591), Pfarrer von West Stow in Suffolk aus dessen Ehe mit Mirabel Pooley (um 1513–um 1601). Er genoss eine sehr sorgfältige Erziehung und konnte schon im Alter von fünf Jahren die gesamte Bibel auf Hebräisch lesen. Als er 15 war, ging er ans St John’s College in Cambridge, wo er sehr bald Griechisch lernte.
Im Jahre 1580 erhielt er dort ein Lehramt. Zusätzlich begann er Medizin zu studieren, gab das aber bald wieder auf, weil es ihm nicht zusagte. Stattdessen studierte er Theologie. 
Im Alter von 33 Jahren heiratete er die Tochter des Pfarrers von Boxworth in Cambridgeshire Francis Holt, eine Bedingung dafür, dass er dessen Stelle nach seinem Tod übernehmen konnte.
1604 wurde er in eines der sechs Komitees zur Übersetzung der Bibel berufen. Seine Aufgabe bestand in der Übertragung der Apokryphen aus dem Griechischen. Sechs Jahre später, als die fertigen Übersetzungen vorlagen, wurden sie von einer sechsköpfigen Arbeitsgruppe, zu der auch wieder John Bois gehörte, noch einmal ediert. Die Bibel wurde 1611 veröffentlicht. Seine Schriften wurden von Bernardus Ancumanus in das Deutsche übersetzt.
1615 wurde er Domherr (prebendary) an der Kathedrale von Ely, eine Stelle, die er bis zu seinem Tod innehatte.